# Magazyn (czasopismo)
Magazyn – czasopismo (najczęściej tygodnik), będące uzupełnieniem codziennych wydań określonej gazety, wydawane przez tego samego wydawcę co gazeta, często drukowane na lepszym papierze i o bogatszej zawartości graficznej niż wydania codzienne, ukazujące się w jeden z ostatnich dni tygodnia (czw. – sob.) lub następnego dnia ze względu na najważniejsze wydarzenia w skali tygodnia związane z tematyką gazety. Może to być też samodzielne czasopismo, bogato ilustrowane, o ukierunkowanym profilu.